# Ordine al merito dello stato della Sassonia-Anhalt
L'ordine al merito dello stato della Sassonia-Anhalt è un Ordine cavalleresco del Land tedesco della Sassonia-Anhalt.
È stato fondato il 23 maggio 2006 ed è concesso dal presidente dei ministri della Sassonia-Anhalt di sua iniziativa oppure su proposta di un membro del governo provinciale.
L'ordine non può contare più di 300 insigniti in vita. Dalla sua fondazione al 2012 è stato assegnato a 14 persone.

## Insegne
- L'insegna è da portare al collo per gli uomini e al seno per le donne ed è costituita da una croce maltese smaltata di bianco con bordo nero e oro e con al centro l'emblema del Land. Nel dritto l'emblema è circondato dalla scritta "Für Verdienste um das Land Sachsen-Anhalt" ("Per contributi allo stato della Sassonia-Anhalt).
- Il nastro metà giallo e metà nero, con bordo oro.